# Gaoussou Diakité
Gaoussou Diakité (* 26. September 2005) ist ein malischer Fußballspieler.

## Karriere
Diakité begann seine Karriere beim Guidars FC. Im Januar 2024 wechselte er nach Österreich zum FC Red Bull Salzburg, bei dem er einen bis Juni 2028 laufenden Vertrag erhielt. In Salzburg sollte er zunächst aber für das zweitklassige Farmteam FC Liefering spielen.
Im März 2024 debütierte er dann für Liefering in der 2. Liga, als er am 18. Spieltag der Saison 2023/24 gegen den SKN St. Pölten in der 70. Minute für Oliver Lukic eingewechselt wurde. Bis Saisonende kam er zu elf Zweitligaeinsätzen, in denen er viermal traf.
Im August 2024 stand Diakité gegen Dynamo Kiew erstmals im Kader von Red Bull Salzburg. Zu einem Einsatz kam er in der Saison 2024/25 aber nicht. Nach 34 Zweitligaspiele für Liefering wurde der Angreifer zur Saison 2025/26 an den Schweizer Erstligisten FC Lausanne-Sport verliehen.